# Gut Strecknitz

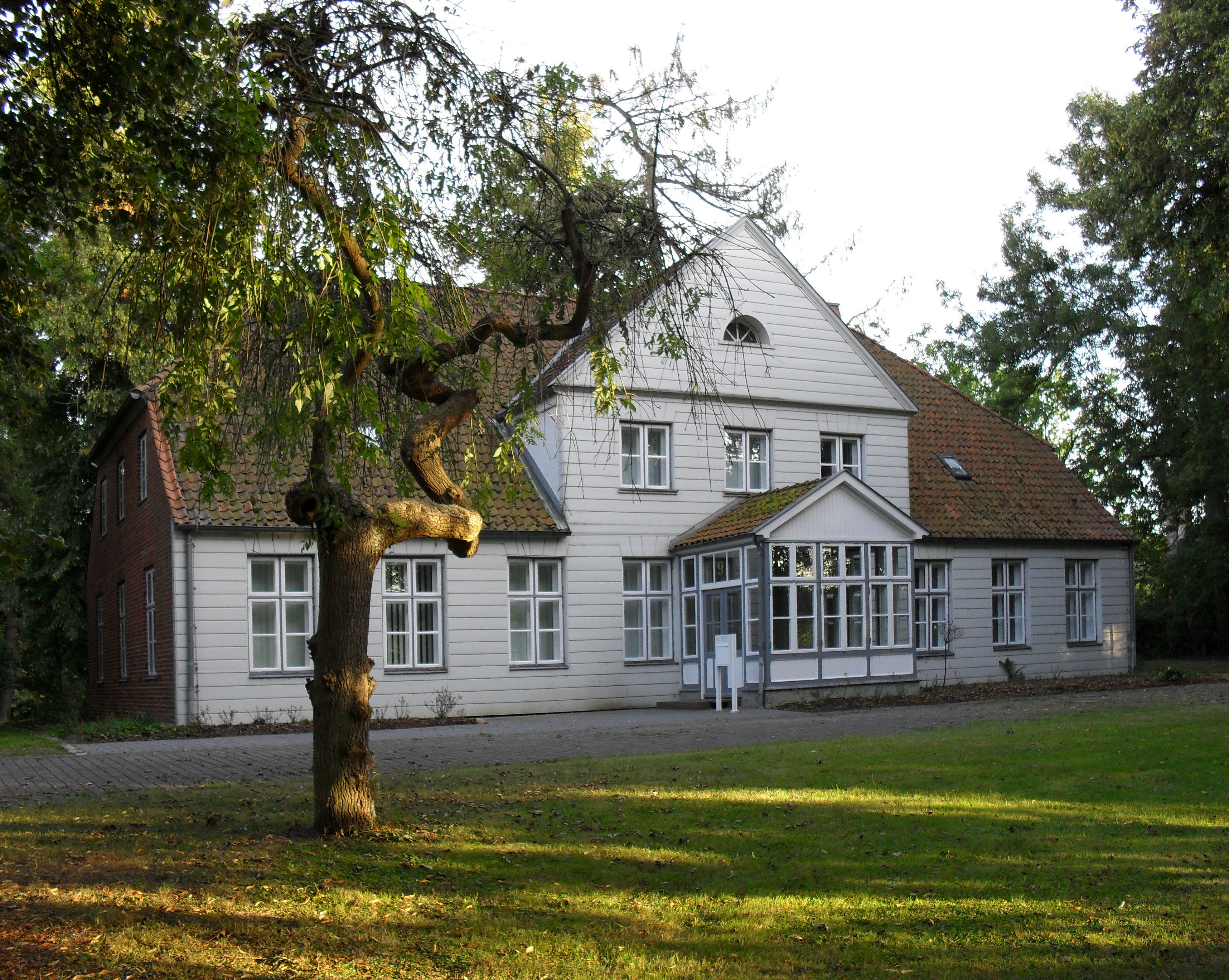
Das Gutshaus von Gut Strecknitz

Das Gut Strecknitz gehörte seit dem Mittelalter zum Gebiet der Hansestadt Lübeck und wurde seit dem Beginn des 20. Jahrhunderts sukzessive aufgesiedelt. Es ist nach dem an seiner Südgrenze verlaufenden Flüsschen Strecknitz benannt, das von Krummesse kommend seit 1300 Teil der Lübecker Landwehr ist.

## Geschichte

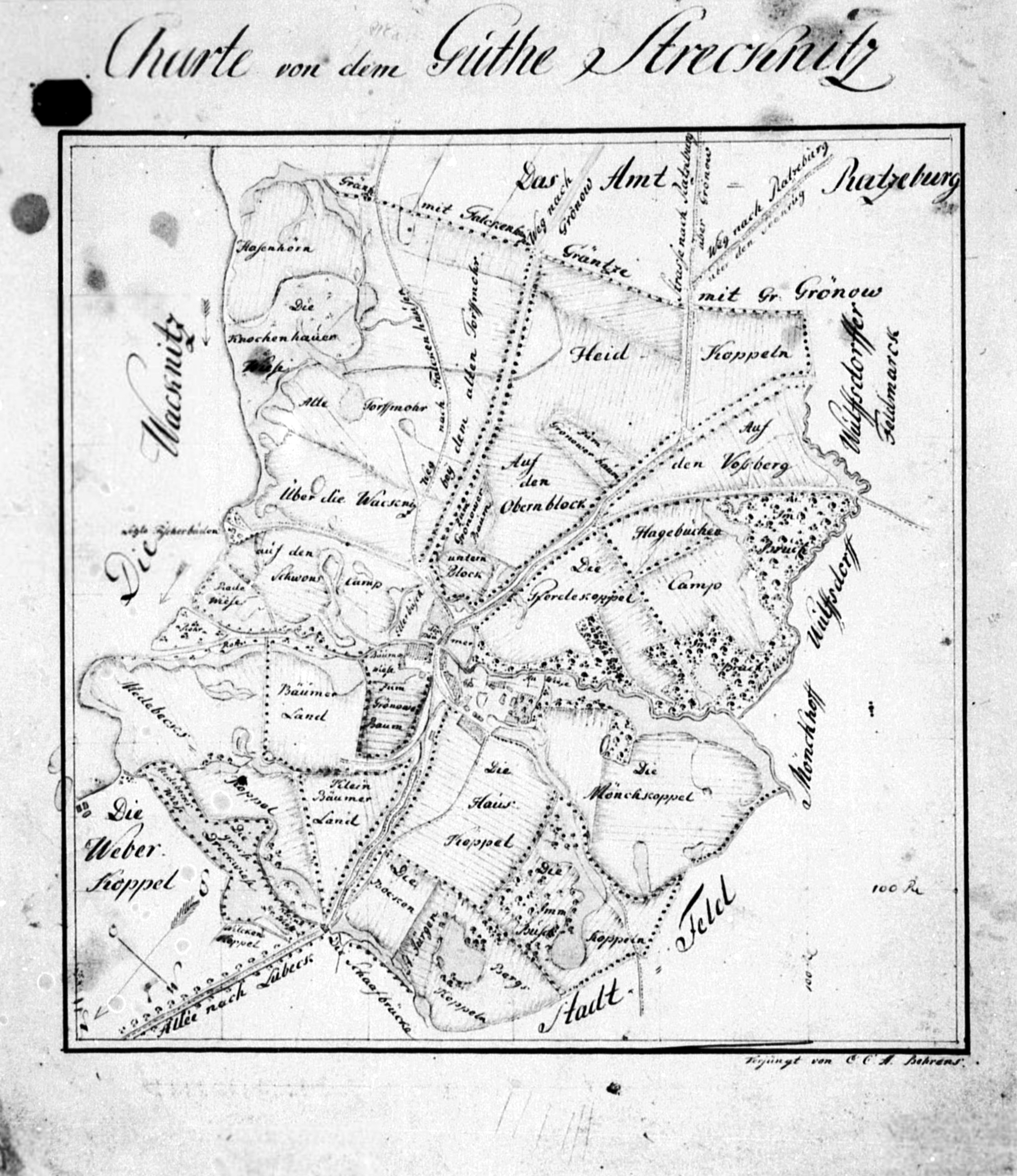
E. C. A. Behrens: verjüngte Karte von Gut Strecknitz

Die erste urkundliche Erwähnung im Jahr 1248 weist das Gut Strecknitz als städtischen Besitz aus, der zumindest ab 1339 urkundlich belegt immer wieder an wechselnde Pächter vergeben wurde. Die Pachten solcher Betriebe wurden damals den im Übrigen ehrenamtlich tätigen Ratsherren und Bürgermeistern als Pfründe überlassen. So stand denn auch der Nießbrauch am Gut Strecknitz einem der jeweils meist vier gleichzeitigen Bürgermeister auf Lebenszeit zu. Zu den so Begünstigten gehörten nacheinander die Bürgermeister Heinrich Plönnies, Johann Lüdinghusen, Jakob Bording, Heinrich Wedemhof und Otto Brokes. 1662 pachtete der Bürgermeister Gotthard von Höveln das Gut von der durch die Lasten des Dreißigjährigen Krieges finanziell schwer angeschlagenen Stadt, mit der er sich aber bald überwarf. In dieser Zeit kam zwischen der aufblühenden Gutswirtschaft in Holstein und den regulierten Zünften in den Städten schwerster Streit über die Bönhasen auf, also den freien Wettbewerb nicht der Regulierung unterworfener Handwerksleistungen, die im Umfeld der Gutsbetriebe erbracht und den Städtern zu entsprechend niedrigeren Preisen angeboten wurden.
Höveln gab die Pacht von Strecknitz 1668, also ein Jahr vor seinem großen Eklat mit Lübeck, auf. Die Stadt verpachtete den Betrieb zunächst und verkaufte ihn dann 1685 aus akuter Geldnot für nur 28.900 Courantmark an den Kaufmann Daniel von Melle. Das Gut wurde von diesem bald mit Gewinn weiter veräußert und zum, wie man in Holstein und Mecklenburg sagt, Walzengut, also einem Betrieb, der häufig umgeschlagen und damit immer auf der Walze war. Die Bewirtschaftung erfolgte jedoch weiter zumeist durch Pächter.

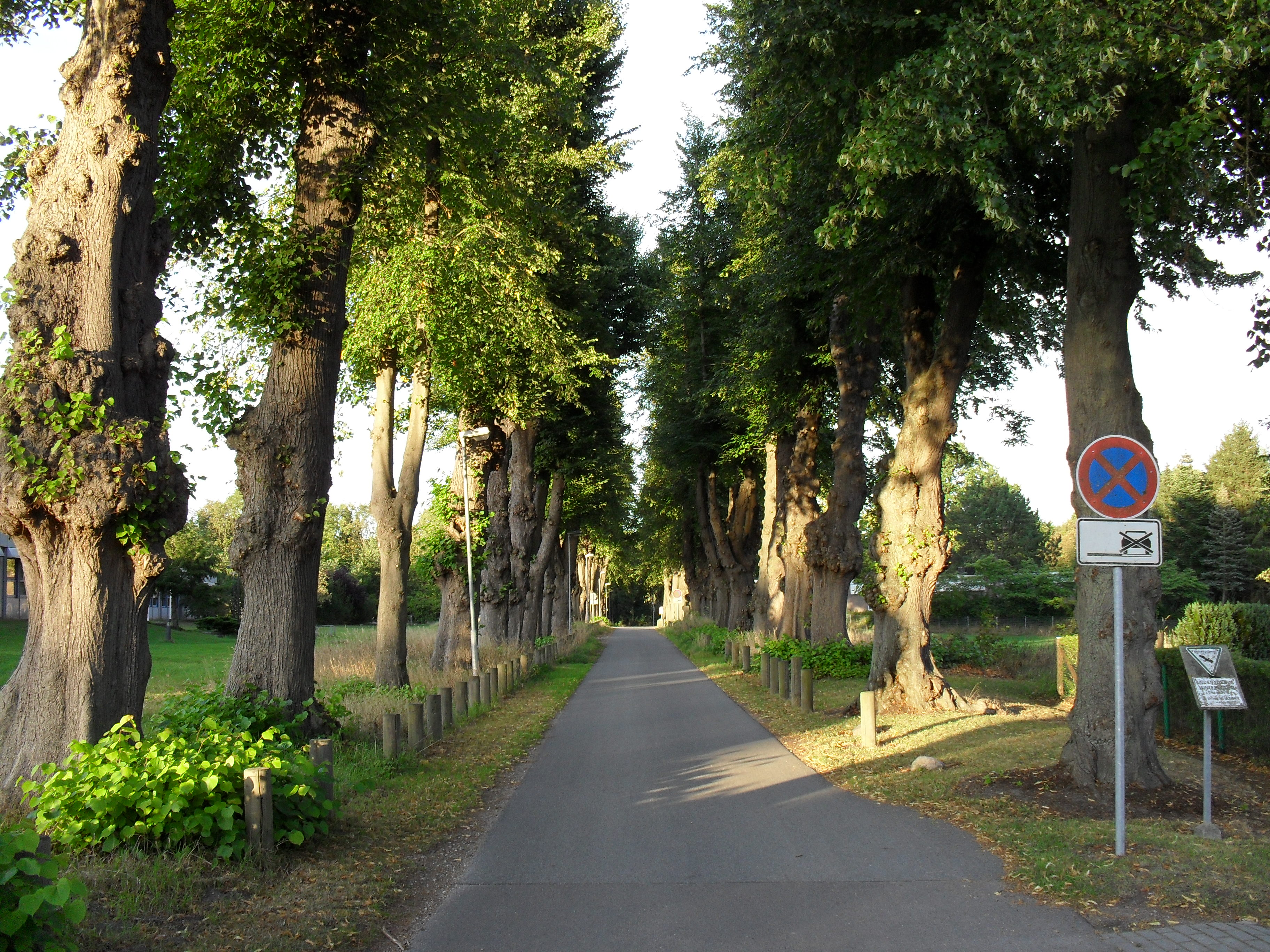
Die im 19. Jahrhundert angelegte, heute als Naturdenkmal geschützte Winterlinden-Allee des Gutes

1807 wurde das Gut von August Christian Julius Lüdemann erworben, der auch um 1810 das neunachsige Herrenhaus mit Krüppelwalmdach am Ende der Allee des Peter-Monnik-Weges errichtete, das seit 1986 vom Medizinischen Laserzentrum genutzt wird. Nach mehreren Eigentümerwechseln erwarb die Stiftung Heiligen-Geist-Hospital 1895 das Gut für 370.000 Goldmark.

### Aufsiedelung im 20. Jahrhundert
1909 verkaufte die Stiftung dem Lübeckischen Staat aus dem Gut Strecknitz eine Teilfläche von rund 20 Hektar für die Errichtung der neuen Heilanstalt Strecknitz, die bis zum Zweiten Weltkrieg bestand. Heute werden die Gebäude von der Universität zu Lübeck genutzt.
1916 wurde die Bewirtschaftung des Restgutes Strecknitz von Heinrich Erasmi übernommen, der dort Gemüse für seine Konservenfabrik Charlotte Erasmi anbaute. Dies machte den Bau einer Schnitterkaserne auf dem Wirtschaftshof erforderlich. Die Stiftung Heiligen-Geist-Hospital verkaufte das Restgut 1929 an den Lübeckischen Staat. Diese Maßnahme ist im Zusammenhang mit weiteren gleich gelagerten Maßnahmen zur Vorbereitung auf den absehbaren Verlust der Eigenstaatlichkeit Lübecks zu sehen. Die Lübecker verkauften den staatlichen Grundbesitz außerhalb des kommunalen Stadtgebiets an die von der Stadt kontrollierten reichen Stiftungen des Heiligen-Geist-Hospitals und des Johannisklosters als juristische Personen, die ihrerseits Teile ihres Besitzes innerhalb der Stadtgrenzen Lübecks nicht an den vom Untergang bedrohten Lübecker Staat, sondern an die fortbestehende Stadtgemeinde Lübeck, also die Kommune, verkauften. Dies um Preußen die Enteignung Lübecker Grundeigentums im Umland, insbesondere in den Lübecker Exklaven, zu erschweren bzw. zu vereiteln. Die Heilanstalt übernahm nun die Bewirtschaftung des landwirtschaftlichen Betriebes mit ihren Patienten. Das Areal wurde zu diesem Zwecke auf einer Länge von über sechs Kilometern komplett eingezäunt. Die Bewirtschaftung wurde bereits in den 1930er Jahren wieder eingestellt. Im Kriege wurde das Areal zum Krankenhaus-Ost der Hansestadt Lübeck. Auch die Fachhochschule Lübeck wurde auf den Ländereien des Gutes Strecknitz errichtet. Vorerst letzte und wohl abschließende Maßnahme der Aufsiedelung und Baulanderschließung war der noch nicht abgeschlossene Bau des neuen Lübecker Hochschulstadtteils.